# مزرعة خاكساران (علي جمال)
مزرعة خاکساران (بالإنجليزية: Mazraeh-ye Khaksaran)‏ هي مستوطنة تقع في إيران في قسم علي جمال الريفي.